# Янсуринское
Янсуринское — село в Кайбицком районе Татарстана, в 29 км на северо-запад от Больших Кайбиц. Входит в состав Старотябердинского сельского поселения.

## География
Янсуринское расположено на реке Урюм, которая делит село на две половины. В селе находятся 3 оврага — «Ерикей», «Шекермес» и «Казенный — Таллык», которые некоторое время в половодье обеспечивали естественный выход воде не подтапливая населённый пункт.

## История
Основано в XVII веке.

## Демография
- 1989 год — 271
- 1997 год — 242
- 2010 год — 221

Национальный состав — в основном татары (кряшены).

## Инфраструктура
- Янсуринский клуб
- Медпункт